# Гернсийский диалект нормандского языка

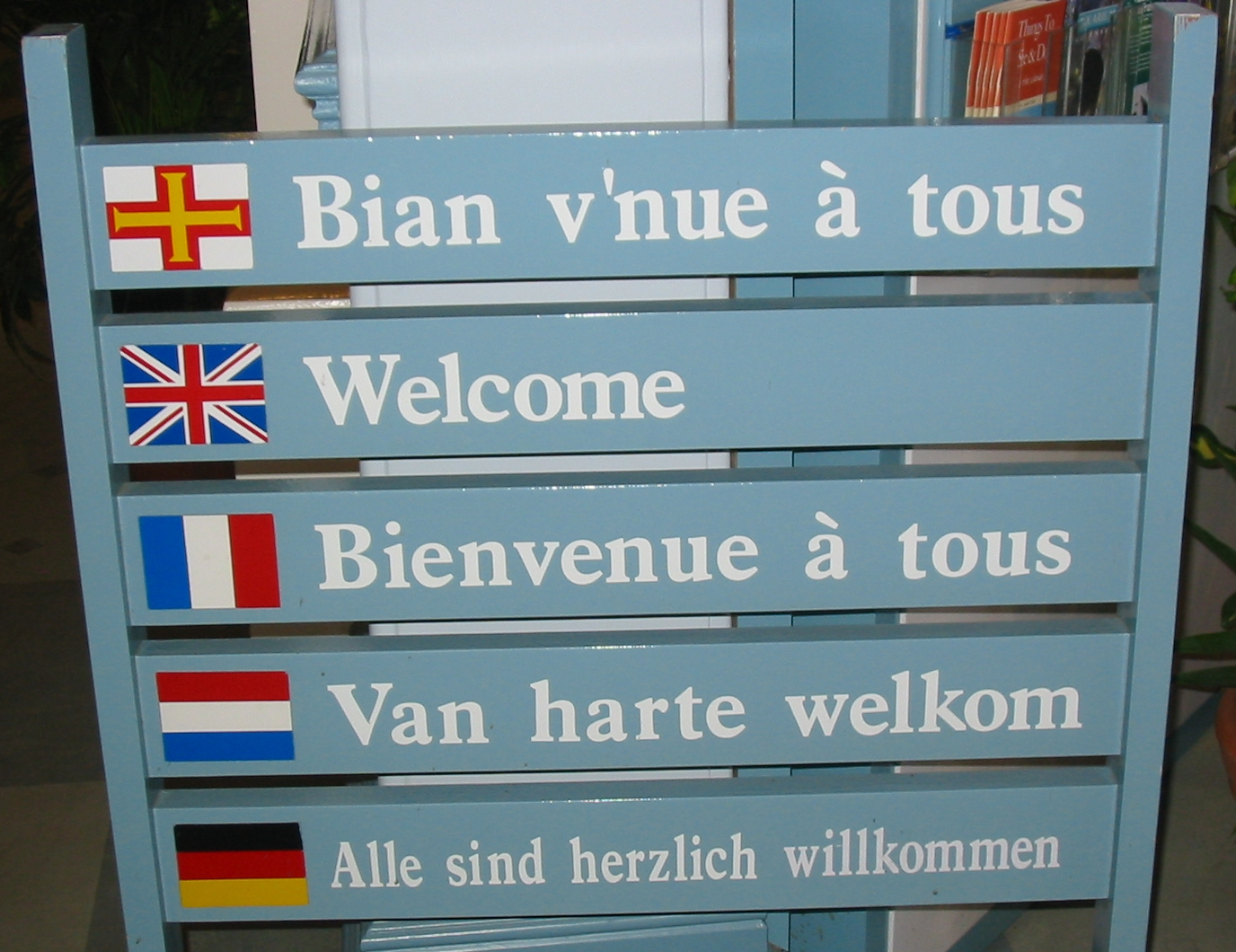
Многоязычный приветственный знак (Гернси сверху) в туристической информации Гернси

Гернсийский диалект нормандского языка, также известный как гернсийский французский и гернсийский нормандский французский — диалект нормандского языка, употребляемый в Гернси. В отличие от джерсийского диалекта, подвергшегося влиянию французского языка, гернсийский диалект подвергся влиянию английского языка. Из английского языка заимствовались слова, обозначающие новые явления: le bike, le gas-cooker. По результатам переписи населения 2001 года, на гернсийском диалекте свободно говорит 1 327 человек, из них 934 имеют возраст более 64 лет. Для гернсийского диалекта метатеза звука r имеет большее распространение по сравнению с джерсийским и саркским диалектами.

## Пример пары слов
| гернсийский | саркский | джерсийский | французский | русский |
| ----------- | -------- | ----------- | ----------- | ------- |
| kérouaïe    | krwee    | crouaix     | croix       | крест   |
| méquerdi    | mekrëdi  | mêcrédi     | mercredi    | среда   |